# Wilhelm Coetzee
Wilhelm Coetzee (8 de octubre de 1968) es un deportista sudafricano que compite en lucha estilo grecorromano, ganador de una medalla de bronce en el Campeonato Africano de Lucha de 1992.

## Palmarés internacional
| Campeonato Africano | Campeonato Africano | Campeonato Africano | Campeonato Africano |
| Año                 | Lugar               | Medalla             | Categoría           |
| ------------------- | ------------------- | ------------------- | ------------------- |
| 1992                | Safí (Marruecos)    | Medalla de bronce   | 68 kg               |